# Tampopo
Tampopo (en japonès タンポポo蒲公英, que traduït significa «dent de lleó») és una comèdia de cinema japonès de 1985 del director Juzo Itami, protagonitzada per Tsutomu Yamazaki (Goro), Nobuko Miyamoto (Tampopo) i Ken Watanabe (Gun). La publicitat del film tingué un eslògan jocós que el presentava com «el primer noodle western», un joc de paraules que recorda l'spaghetti western amb motiu de la sopa ramen que és el fil conductor de la trama.
La pel·lícula es va estrenar als cinemes japonesos el 23 de novembre de 1985 i va obtenir diversos premis en festivals internacionals com al Festival internacional de Cinema de Toronto de 1986 i al Japanese Academy Awards on va guanyar els premis a millor muntatge i millor so.
El treball de càmera de la pel·lícula és força sofisticat per l'època. La part principal de la trama s'ha comparat amb Arrels profundes, així com amb Shichinin no Samurai i Els set magnífics.
La pel·lícula va ser famosa al Japó i als Estats Units d'Amèrica a finals de la dècada del 1980 i les crítiques van destacar la originalitat de la història. Els restaurants ramen es van fer tan famosos arran Tampopo que molts turistes hi acudien motivats per la pel·lícula.
El film sovint és citat com una referència de la cultura japonesa i de la seva cuina, en el qual es mostra la tradició en la cultura gastronòmica. L'obra subratlla uns costums, gairebé fanàtics des del punt de vista occidental, per a l'elaboració del ramen perfecte.

## Argument
Dos camioners, Goro i el seu jove ajudant Gun, decideixen parar i sopar en un típic restaurant japonès una sopa de fideus. La música del començament és la Simfonia núm. 1 de Mahler. El local no els causa bona impressió, però tenen fam i decideixen entrar-hi. Un cop dins es veuen involucrats en una baralla amb gàngsters locals per intentar aturar l'assetjament a què es veu sotmesa la cuinera que porta el negoci de nom Tampopo. Un cop expulsats els gàngsters, decideixen ajudar-la a cuinar els fideus introduint-la en l'«art de la sopa ramen».
Una de les característiques peculiars de la pel·lícula és que la trama principal es veu interrompuda per una espècie de vinyetes gastronòmiques que introdueixen l'espectador en la gastronomia del Japó (de vegades comparant-la amb els gustos occidentals). Una de les històries involucra un gàngster yakuza vestit de blanc i el seu acompanyant que viuen diverses escenes eroticogastronòmiques. Alguns episodis tenen un gran impacte cultural com les dones japoneses vestides a l'estil occidental que mengen espaguetis (un plat occidental) a l'estil oriental (fent soroll amb la boca, per no ser gaijin), o un grup d'empresaris demanant la carta en francès en un restaurant francès de Tòquio.